# 東京都港灣局

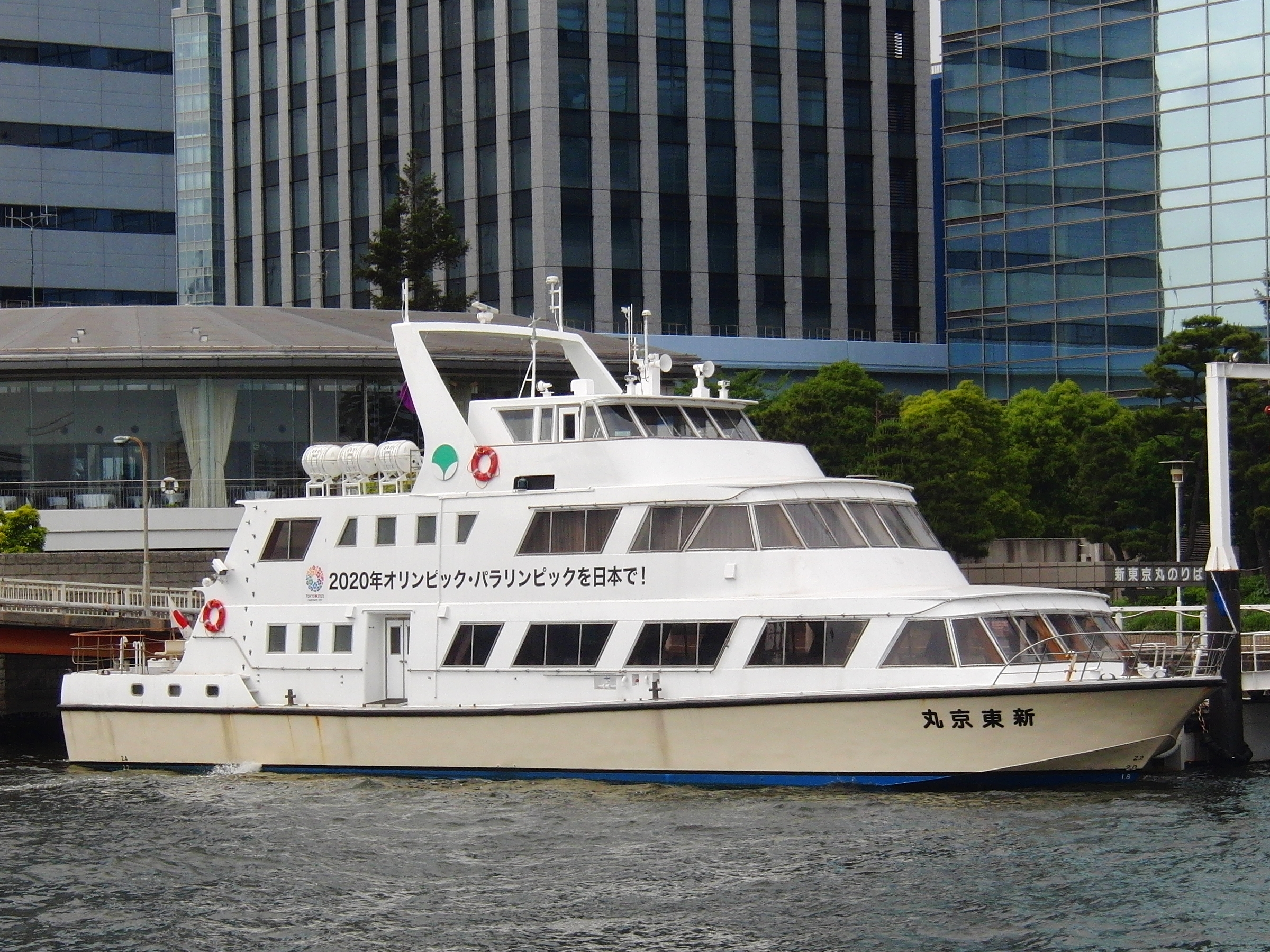
東京都港灣局視察船『新東京丸』

東京都港灣局（日语：／ Tōkyōto Kōwankyoku）是日本東京都的港務局和知事部局。掌管東京灣、離島港灣設施、調布飛行場等。

## 主要掌管事務
1. 港灣相關事務（東京港振興與管理營運）
2. 臨海地域開發與東京都立海上公園整備營運（臨海副都心、台場海濱公園、葛西海濱公園等）
3. 離島地域港灣設備與都營機場管理營運

## 組織
- 局長
- 技監
  - 總務部 - 總務課、企畫課、計理課、財務課
  - 港灣經營部 - 經營課、振興課、監理課
    - 東京港管理事務所

  - 臨海開發部 - 開發企畫課、招攬促進課、開發調整課、海上公園課
    - 東京港防災事務所

  - 港灣整備部 - 建設協調課、計畫課、技術管理課、設施建設課
    - 東京港建設事務所

  - 離島港灣部 - 管理課、計畫課、建設課、調布飛行場管理事務所

## 監理團體等
監理團體
- 東京臨海控股（日语：東京臨海ホールディングス）

報告團體
- 東京電訊港中心（日语：東京テレポートセンター）
- 東京港埠頭
- 百合鷗號（日语：ゆりかもめ (鉄道会社)）
- 東京臨海熱供給（日语：東京臨海熱供給）

## 管理設施
- 東京港
- 東京都立公園（海濱公園、埠頭公園、綠道公園）
- 東京都營機場
  - 離島部（八丈島機場、大島機場、神津島機場、新島機場、三宅島機場）
  - 調布飛行場
  - 東京直升機場

## 外部連結
- 東京都港灣局 （页面存档备份，存于）